# Голиджашвили, Арсен Захарович
Арсен Захарович Голиджашвили — советский хозяйственный, государственный и политический деятель, Герой Социалистического Труда.

## Биография
Родился в 1924 году в Грузинской ССР. Член КПСС с 1945 года.
С 1938 года — на хозяйственной, общественной и политической работе. В 1938—1984 гг. — колхозник, участник Великой Отечественной войны, бригадир совхоза, бригадир Бербукского плодоовощеводческого совхоза Горийского района Грузинской ССР.
Указом Президиума Верховного Совета СССР от 2 апреля 1966 года присвоено звание Героя Социалистического Труда с вручением ордена Ленина и золотой медали «Серп и Молот».
Избирался депутатом Верховного Совета СССР 9-го и 10-го созывов.
Умер до 1985 года.